# パデルネ

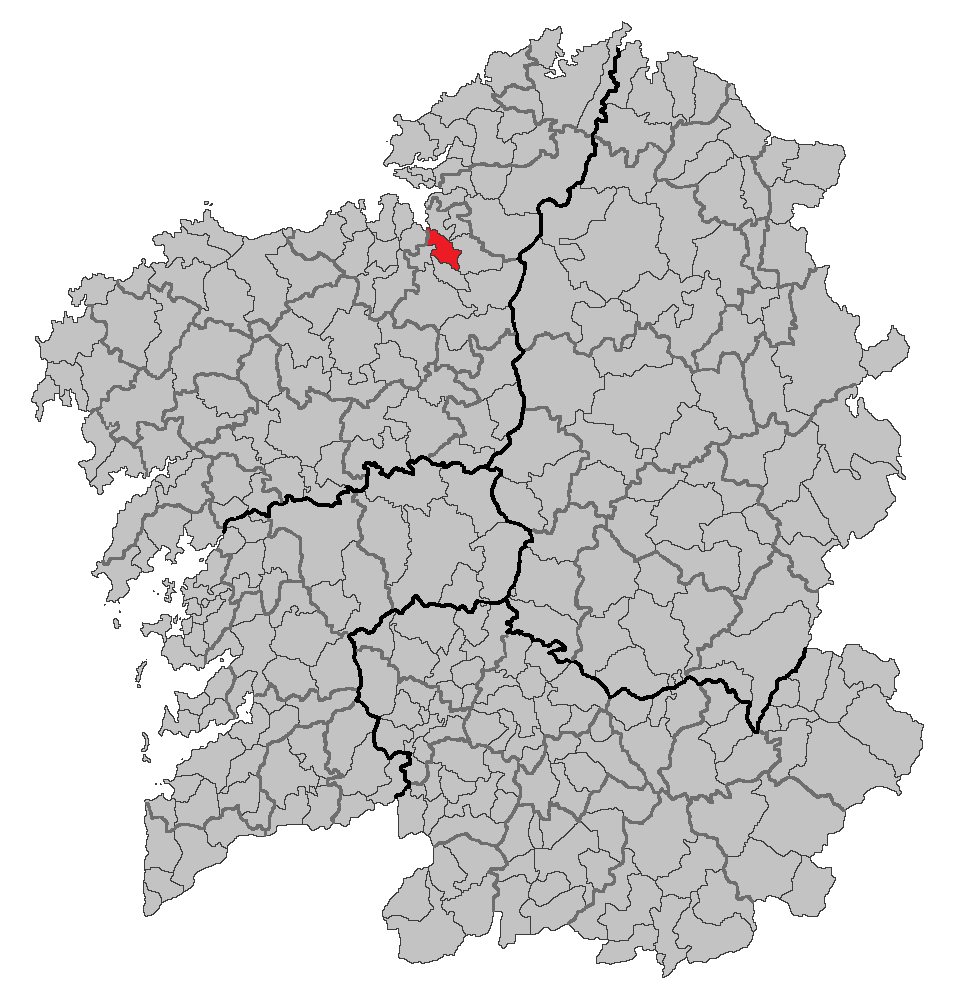

パデルネ（Paderne）は、スペイン、ガリシア州、ア・コルーニャ県の自治体。コマルカ・デ・ベタンソスに属する。スペイン統計局によると、2009年の人口は2,672人（2006年：2,735人、2005年：2,715人、2004年：2,689人、2003年：2,680人）である。
ガリシア語話者の自治体住民に占める割合は96.96％（2001年）。

## 地理
パデルネはア・コルーニャ県の北東部に位置し、コマルカ・デ・ベタンソスに属する。北はミーニョとフラーデスと、東はイリショーアと、南はコイロスと、西はベルゴンドとベタンソスと隣接している。面積は39.8km²

### 人口
パデルネの人口は9の教区の61の集落に分散している。
| パデルネの人口推移 1900－2010                           |
|                                                         |
| 出典:INE（スペイン国立統計局）1900年 - 1991年、1996年 - |

## 政治
自治体首長はガリシア社会党（PSdeG-PSOE）のセサル・ロンゴ・ケイホ（César Longo Queijo）、自治体評議員はガリシア社会党：7、ガリシア国民党（PPdeG）：3、ガリシア民族主義ブロック（BNG）：1となっている（2007年の自治体選挙の結果）。

## 教区
パデルネは9の教区に分けられている。
- アドラゴンテ（サンティアーゴ）
- オブレ（サント・アンドレ）
- パデルネ（サン・ショアン）
- キンタス（サント・エステーボ）
- サン・パンタレオン・ダス・ビーニャス（サン・パンタレオン）
- サン・シュリアン・デ・ビーゴ（サン・シュリアン）
- ソウト（サンタ・マリーア）
- ビラモウレル（サン・ショアン）
- ビロウサス（サン・サルバドール）